# Dare (Timor oriental)
Pour les articles homonymes, voir Dare.
Dare est une suco du Timor oriental, située dans le poste administratif de municipalité de Vera Cruz dans la municipalité de Dili. Dare signifie citronnier en langue mambai.

## Géographie
Le suco de Dare est d'une superficie de 17,33 km2 depuis la réforme régionale de 2015. Il est ceinturé par le suco de Balibar (de) à l'est, les sucos de Lahane Oriental (de), Vila Verde (de) et Bairro Pite (de) au nord, ainsi que le suco de Manleuana (de) au nord-est. À l'ouest, Dare s'étend jusqu'à la municipalité de Liquiçá vers l'ouest et la municipalité d"Aileu. La rivière Bemos (de) représente la frontière sud du suco et celle-ci se jette éventuellement dans la rivière Comoro (en) sous le nom de Beinas et qui suit ensuite la frontière avec la ville de Liquiçá. Deux autres rivières apparaissent dans le nord de Dare pendant la saison des pluies. Le Maloa (de) suit la frontière nord-ouest entre Vera Cruz et Dom Aleixo (en),.
Outre la ville de Dare, les villes de Casnafar (de), Fatu Naba (de), Laulara Lama (de), Leilaus (de), Nahaec (de) et Bematua (de) sont situées dans le suco,.

### Aldeias

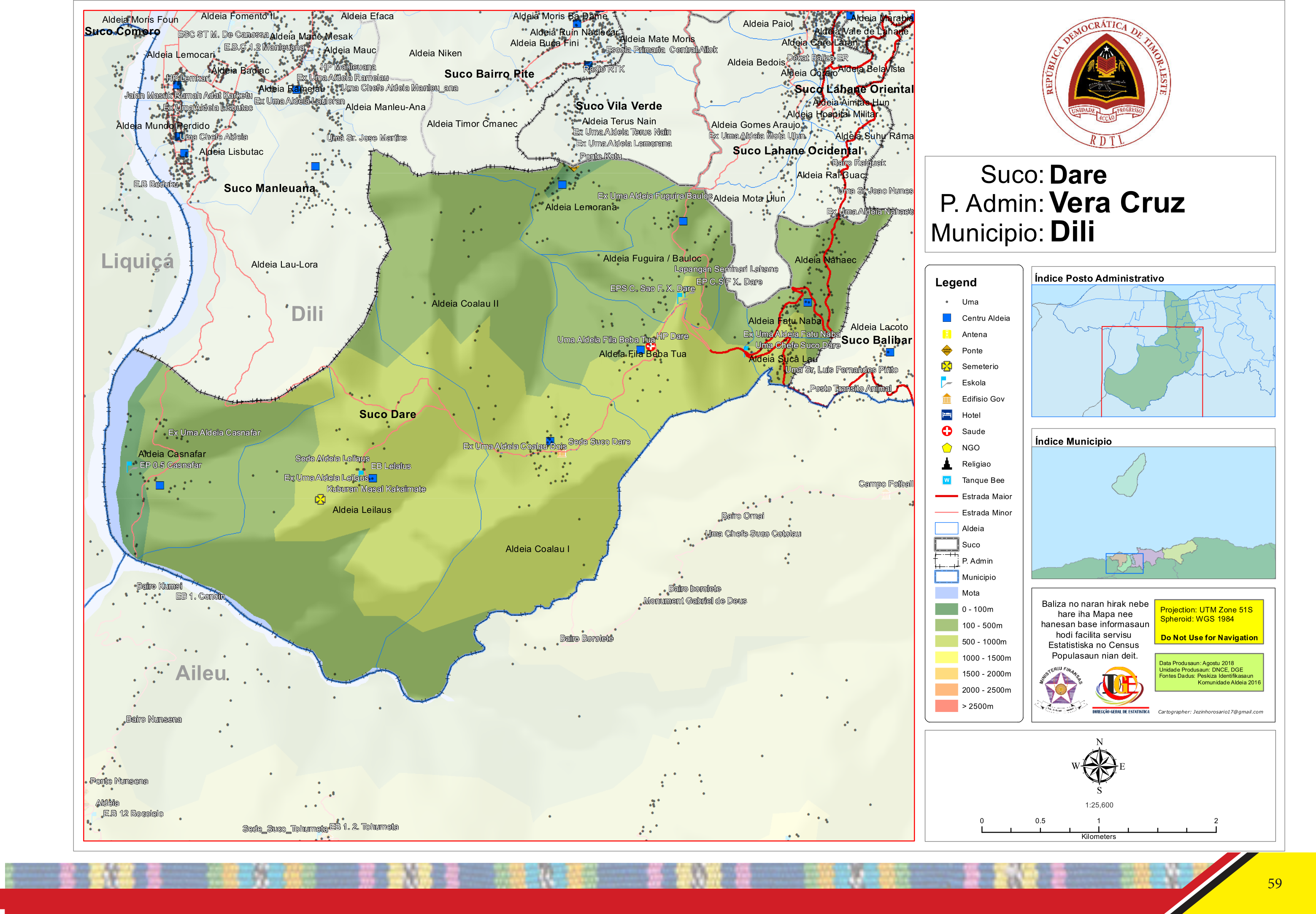
Suco de Dare

Le suco de Dare est composé des aldeias suivantes,:
| Aldeias        | Population |
| -------------- | ---------- |
| Casnafar       | 117        |
| Coalau I       | 510        |
| Coalau II      | 282        |
| Fatu Naba      | 281        |
| Fila Beba Tua  | 325        |
| Fuguira/Bauloc | 207        |
| Leilaus        | 208        |
| Lemorana       | 295        |
| Nahaec         | 511        |
| Suca Lau       | 258        |

## Histoire
En 1951, le séminaire Notre-Dame de Fatima est transféré de Soibada (en) à Dare. En 1983, le collège Saint-Joseph (en) et sera situé à Balide (de).
Le 10 juin 1980, des unités indépendantistes du FALINTIL (Forces de libération nationales du Timor Leste) attaquent des installations militaires indonésienne à Dare et à Fatu Naba. Cette attaque représentait la première attaque d'envergure depuis le 1978 et sera connu sous le nom de levantamento. 
En représailles, l'Armée indonésienne exécute une centaine de personnes habitant à proximité du lieu de l'attaque et envoie en exil ou à la torture sur l'île d'Atauro les proches des résistants ayant mené l'attaque. 
En 1999, des émeutes importantes éclatent à Dare à la suite de la vague de violence ayant suivi le référendum sur l'indépendance du Timor oriental. Des assassinats aveugles étaient alors perpétrés par des milices pro-indonésiennes,.

## Population
La population du suco de Dare est considérablement rurale et ne fait pas réellement parti de la ville de Dili. Plus de 96 % des résidents parlent le tétoum en tant que langue maternelle. Les autres s'exprime en mambai ou lolein (de).

## Institution
Au nord de la ville de Dare se trouve le centre scolaire catholique incluant une école primaire et une école secondaire, ainsi qu'un hôpital.  se trouve également dans le suco. Des écoles primaires sont aussi présentes dans Casnafar, Fatu Naba et Leilaus.

## Monument

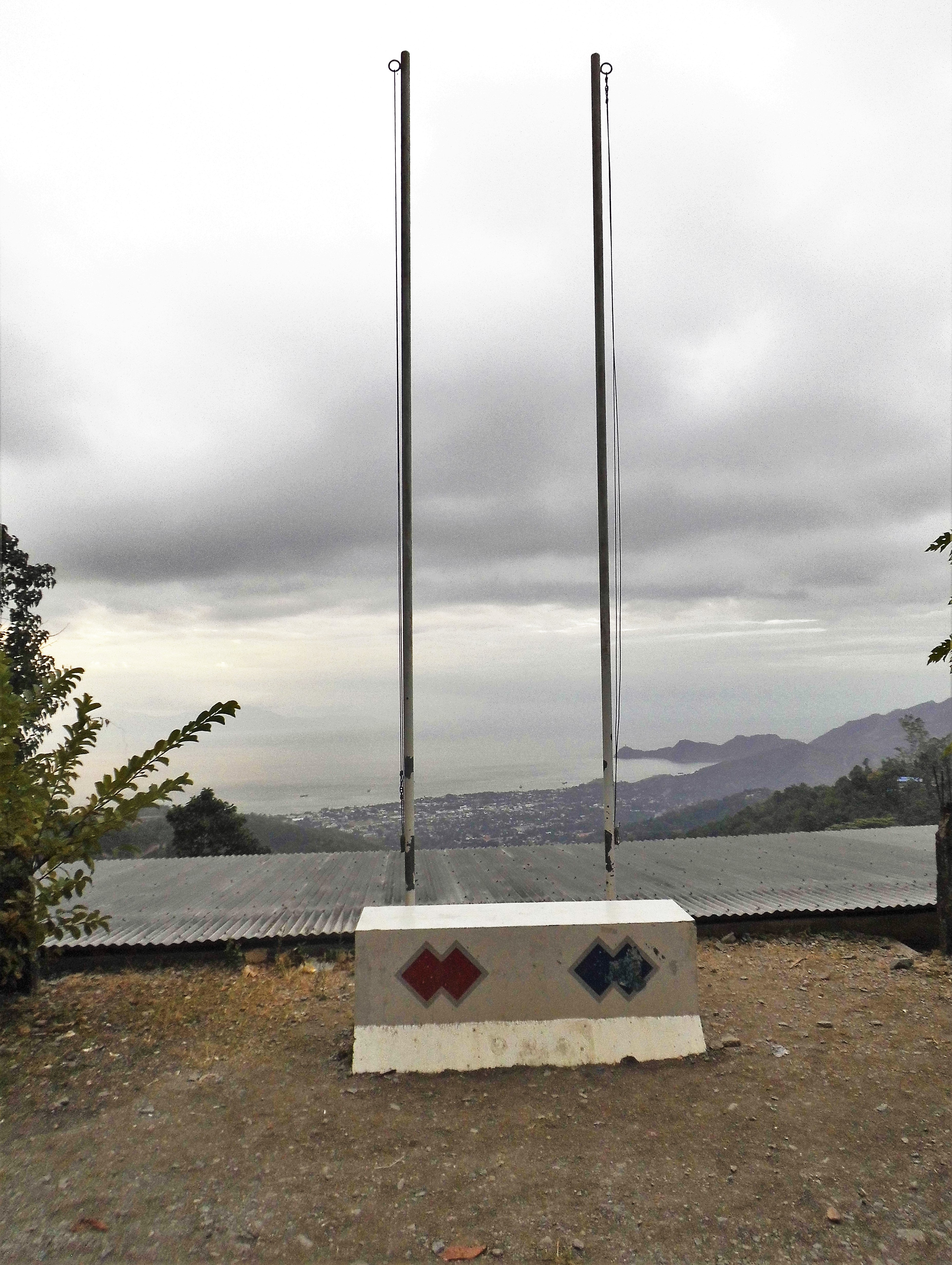
Mémorial australien de la Seconde Guerre mondiale

Le mémorial de la bataille de Timor durant la Seconde Guerre mondiale est érigé à Fatu Naba. Le monument est construit par des vétérans australien en 1969 dans le but de rendre hommage au volontaires timorais qui ont soutenus les soldats australiens lors des combats contre l'envahisseur japonais en 1942 et 1945. On estime à environ 40 000 le nombre de Timorais mort pendant les combats. Le mémorial est composé uniquement d'un bloc de béton avec deux mâts sur lesquels pendent le drapeau australien et drapeau timorais, ainsi que deux plaques de bronze. L'une d'elle date de 1969 et est en portugais tandis que l'autre est en anglais et date de 1999. Cette dernière est ajoutée par des soldats australiens à la suite de la crise timoraise de 1999. En 2009, le monument est reconstruit par l'Armée australienne puisque l'ancien menaçait de s'effondrer. Depuis 2010, un musée et un café se sont ajoutés au mémorial,.

## Personnes liées au suco
- Abel dos Santos (de) (né en 1974), homme politique.
- Maria Terezinha Viegas, femme politique qui se marie à Dare.